# بوب بيلي
بوب بيلي (بالإنجليزية: Bob Bailey)‏ هو ممثل أمريكي، ولد في 13 يونيو 1913 في الولايات المتحدة، وتوفي في 13 أغسطس 1983 بكاليفورنيا في الولايات المتحدة.

## وصلات خارجية
- بوب بيلي على موقع IMDb (الإنجليزية)
- بوب بيلي على موقع ميوزك برينز (الإنجليزية)
- بوب بيلي على موقع أول موفي (الإنجليزية)
- بوب بيلي على موقع قاعدة بيانات الفيلم (الإنجليزية)